# 兰开斯特 (俄亥俄州)
兰开斯特（英語：Lancaster）是美国俄亥俄州费尔菲尔德郡一个城市，位于哥伦布东南约53公里的霍金河附近，是费尔菲尔德郡的郡城。截至2010年人口普查，全市人口38780人。

## 历史
俄亥俄州东南部和中部最早的居民是霍普韦尔、阿登那和Fort Ancient美洲原住民，其中几乎没有证据存活，超出了在整个俄亥俄州和密西西比河谷建成的埋葬和仪式土堆。许多土堆和墓地也产生了考古文物。